# Кушнерян, Керовбе
Керовпе (Керовбе) Кушнерян (арм. Քերովլե Քուշներյան; светское имя — Даниил Кушнерев; 28 января 1841, Карасубазар, Таврическая губерния — 12 июля 1891, Феодосия, Таврическая губерния) — армянский церковный и культурно-образовательный деятель, историк и переводчик.

## Биографические сведения
Родился в 1841 году в Карасубазаре. Учился у венецианских мхитаристов. C 1871 года — настоятель феодосийских католиков и декан католических церквей Таврической губернии. Исследовал армянские поселения и древности юга России (брошюра «Судакская долина и заново освященная Генуэзская древняя капелла», 1885). В 1883 году совершил путешествие в Каменец-Подольский, оставил подробное описание города и сохранившихся там на тот момент памятников. В 1885 году в Венеции издал на армянском языке книгу «Паломничество к армянской Богоматери в Каменце-Подольском». В 1895 году она вошла как отдельный раздел к книге Кушнеряна «История колонизации армян в Крыму», которая была издана после смерти автора на армянском языке в Феодосии и Венеции.
За заслуги в области исторических наук Керовбе Кушнерян был избран членом-корреспондентом Одесского общества истории и археологии. Владел несколькими языками, успешно переводил на армянский язык произведения Пушкина, Крылова, Лермонтова, Шевченко. Перевел дорожные очерки «На Арарат» Д. Мордовцева и другие отдельные произведения русской литературы.